# 에리카 린데르
에리카 린데르(Erika Linder, 1990년 5월 11일 ~ )는 스웨덴의 모델, 배우이다. 중성적인 외모 덕분에 여성 의류 뿐만 아니라 남성 의류 모델로도 활동한다.
2011년, 잡지 캔디(Candy)에서 젊은 레오나르도 디카프리오를 분하며 모델 데뷔를 했다. 2013년, 케이티 페리의 "Unconditionally" 가사 뮤직비디오에 출연했다. 2016년 레즈비언 영화 《빌로우 허》를 통해 배우 데뷔를 했다.

## 출연 작품
- 빌로우 허